# Морозов, Григорий Фёдорович
Григорий Фёдорович Морозов (26 декабря 1872 — 31 августа 1947) — российский и советский военный деятель, генерал-лейтенант (1940). Один из основоположников снайперского дела в СССР.

## Биография

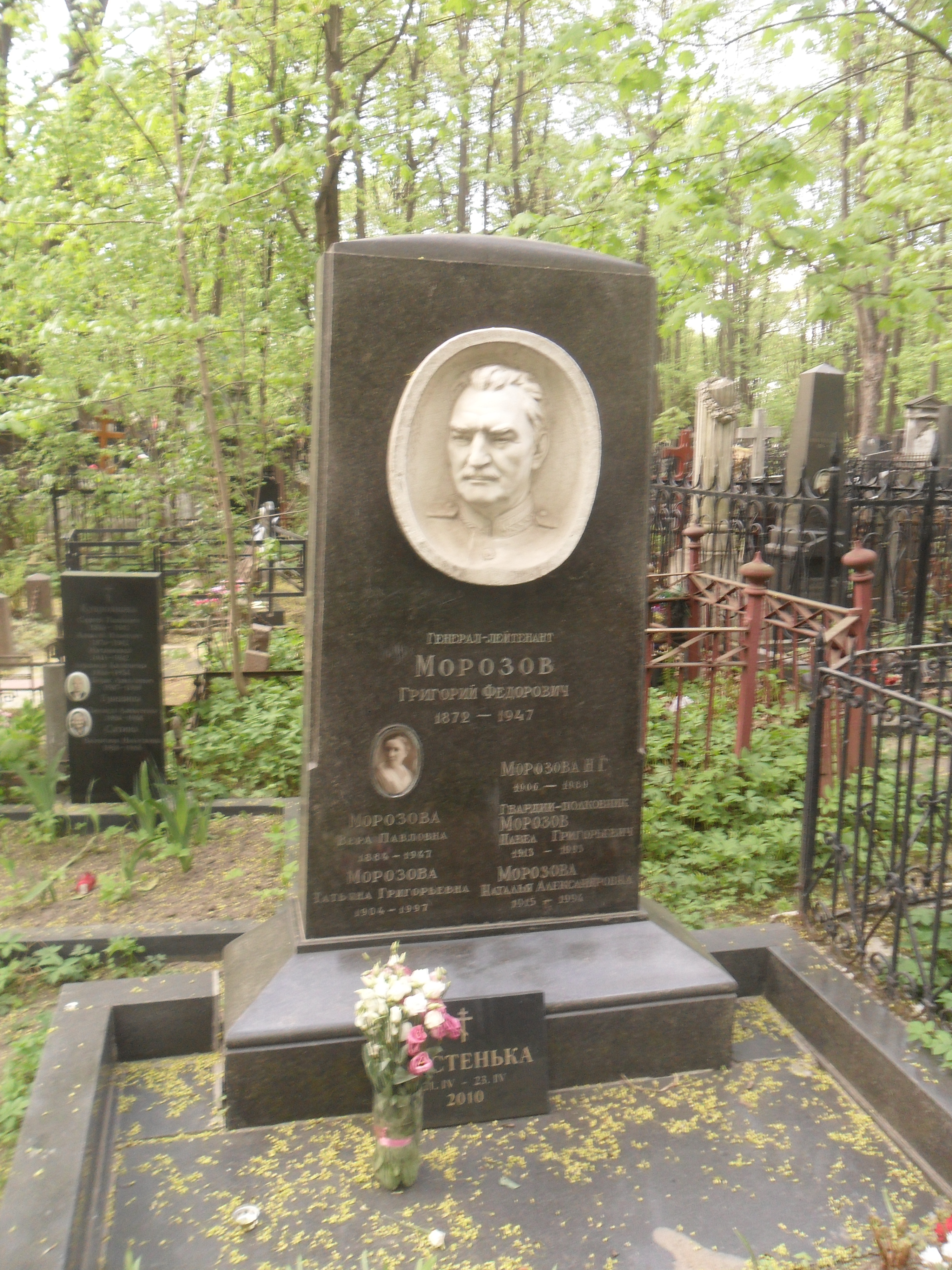
Могила Морозова на Введенском кладбище Москвы.

Из мещан. Окончил Чугуевское пехотное юнкерское училище в 1889 году. С 1889 года служил младшим офицером в 23-м Низовском пехотном полку. В 1904 году, с началом русско-японской войны, перевёлся в Воронежский 124-й пехотный полк, и на должностях командира полуроты и командира роты принимал участие в Русско-японской войне. После окончания войны продолжил службу в этом же полку, входившем в 31-ю пехотную дивизию. В 1913 году назначен начальником учебной команды полка.
Участник Первой мировой войны. С 1917 года — командир 676-го пехотного Зеньковского полка 169-й пехотной дивизии. Последнее воинское звание в старой армии — полковник. В начале 1918 года демобилизован.
В Гражданской войне не участвовал. С 1920 в Красной Армии, принял предложение поступить преподавателем на Высшие военные курсы в Краснодаре. С 1922 в течение многих лет преподаватель курсов «Выстрел» (название курсов в двадцатых-тридцатых годах неоднократно менялось). С 1936 года — старший преподаватель огневого дела курсов «Выстрел», с 1938 года — начальник цикла огневой подготовки тех же курсов. С 1940 года служил в Управлении боевой подготовки РККА, заместитель начальника управления инспектирования войск и боевой подготовки запасных и учебных частей.
Особенно велики заслуги Г. Ф. Морозова в области развития стрелкового дела, особенно снайперского дела в СССР. Разработал многие наставления и методические пособия по снайперскому делу и по управлению огнём. Создал эффективную систему подготовки кадров и обучения командного состава снайперскому делу. В годы Великой Отечественной войны, невзирая на преклонный возраст, активно работал над совершенствованием обучения снайперов для фронта.
С 1943 года в отставке. Похоронен в Москве на Введенском кладбище (12 уч.).

## Воинские звания
- Подпоручик (ст. 01.09.1893)
- Поручик (ст. 01.09.1897)
- Штабс-капитан (ст. 01.09.1901)
- Капитан (ст. 01.09.1905)[4]
- Подполковник (приказ от 08.12.1914; ст. 13.08.1914)
- Полковник (приказ от 21.03.1916; ст. 19.07.1915)
- Комбриг (26.04.1936[5])
- Комдив (22.02.1938[5])
- Генерал-лейтенант (4.06.1940[6])

## Награды
Российская армия
- орден Святого Георгия 4-й степени (22.07.1917)[7]
- Георгиевское оружие (09.03.1915)
- орден Святого Владимира 3-й степени с мечами (29.12.1916)
- орден Святой Анны 2-й степени (1912) и мечи к нему (30.11.1916)
- орден Святой Анны 3-й степени (1905)
- Орден Святого Станислава 2-й степени (1908)

СССР
- орден Ленина (4.06.1944)
- орден Трудового Красного Знамени (11.06.1939)[8]
- орден Красной Звезды (22.02.1938)
- медали

## Труды
- Методика огневой подготовки снайпера.
- Памятка снайперу.
- Выработка ловкого боевого стрелка. Пособие для руководителей и обучающих. 4-е изд., перераб и доп. — М.; Л.: Госиздат, 1930. — 88 с.
- Подготовка отличных стрелков наблюдателей. — М.-Л.: Гос. Изд. Отд. воен. книги, 1931.
- Снайперы в бою. // «Агитатор и пропагандист Красной Армии». — 1942. — № 14.
- Снайпинг и подготовка снайперов к бою. — М.: Наркомат обороны СССР, 1943. — 57 с.

## Семья
Жена — Вера Павловна Морозова (1884—1947)
Дочь — Татьяна Григорьевна Морозова (1904—1997), филолог
Дочь — Наталия Григорьевна Морозова (1906—1989), советский психолог и дефектолог, ученица Л. С. Выготского.
Сын — Павел Григорьевич Морозов (1913—1991), гвардии полковник.